# Fragebogen zu schlafbezogenen Kognitionen
Der Fragebogen zu schlafbezogenen Kognitionen (FB-SK) ist ein psychologischer Fragebogen zur Selbstbeurteilung von Kognitionen bezüglich des eigenen Schlafs. 

## Anwendungsbereich
Der Fragebogen kann sowohl in der reinen Diagnostik, als auch zur Evaluation von therapeutisch durchgeführten Maßnahmen in der Therapie von Schlafstörungen eingesetzt werden. Da insbesondere Gedanken zum eigene Schlaf erfasst werden, eignet sich der Fragebogen besonders zur Anwendung im Rahmen einer Kognitiven Verhaltenstherapie. Er besteht aus 30 Fragen, die folgenden fünf Skalen zugeordnet werden:
- Schlafsangst
- Katastrophisierung
- Gelassenheit
- positive Selbstinstruktionen
- Schlafmittelkonsum

Auf einer 4-stufigen Antwortskala, beginnend von dem Wert 1, für fast nie, bis zum Wert 4, für fast immer, kann die Häufigkeit bestimmt werden, bei der schlafbezogene Kognitionen auftreten. Insbesondere bei verhaltenstherapeutisch orientierten Schlaftherapiegruppen, ist der Einsatz des FB-SK, wegen seiner Veränderungssensitivität, gut anwendbar. Der FB-SK kann als ein Einzel- oder Gruppentest durchgeführt werden. Die Zielgruppe sind vorwiegend Jugendliche und Erwachsene. Hinsichtlich einer Reliabilität und Validität, zeigt das Verfahren befriedigende Ergebnisse. Kontrovers begutachtet wird der Test jedoch bei der Unterscheidung von primären und sekundären Schlafstörungen.

### Ziele
Die Ziele des FB-SK Verfahrens sind die:
- Abbildung der Struktur insomniebezogener Kognitionen bei chronisch Schlafgestörten
- Ergänzung der Insomniediagnostik, auf ökonomische Weise
- Zuverlässige Erfassung von Veränderungen insomnierelevanter Kognitionen